# 1992 GR
1992 GR är en asteroid i huvudbältet som upptäcktes den 3 april 1992 av de båda japanska astronomerna Seiji Ueda och Hiroshi Kaneda i Kushiro.
Asteroiden har en diameter på ungefär 5 kilometer och den tillhör asteroidgruppen Eunomia.